# شیان اچ-۶
اچ-۶ نسخه زیرامتیاز توپولف-۱۶ شوروی است.. این هواپیما یک جت بمب افکن راهبردی دوموتوره است که برای نیروی هوایی ارتش آزادی‌بخش خلق چین ساخته شده است.